# 25 Dywizja Piechoty (austro-węgierska)
25 Dywizja Piechoty (25. ID.) – dywizja piechoty cesarskiej i królewskiej Armii.
Wzięła udział w bitwie pod Komarowem (26 sierpnia-2 września 1914)
W 1915 jej dowódcą był FML arcyksiążę Peter Ferdinand Habsburg. Wchodziła w skład 2 Korpusu.

## Skład i obsada personalna 26 sierpnia 1914
- Dowódca: gen. por. arcyks. Piotr Ferdynand
- Szef sztabu: ppłk Heller
- 49 Brygada Piechoty (gen. mjr Langer)
  - 84 pp. (płk Severus): 1, 2, 3 baony
  - 1 bośn.-herc. pp. (płk Stoer): 1, 2, 4 baony (ostatni przy 15 DP)
  - 25 baon strz. (płk Barwik)
- 50 Brygada Piechoty (gen. mjr Kosak)
  - 4 pp. (ppłk Hassenteufel): 1, 2, 3 baony
  - 10 baon strz (ppłk Eecher)
  - 31 baon strz (ppłk Hospodarz)
  - 17 baon strz (od 26 VIII w VI Korpusie) (mjr Dueckelmann)
  - Bośn.-herc. baon strz. (ppłk Trebojewicz)
- 25 Brygada Artylerii Polowej (gen. mjr Jemrich)
- 6 Pułk Armat Polowych (płk Filtz)
  - I dyon (2 baterie)
  - II dyon (3 baterie)
- II/2 p. haub. pol. (mjr v. Boog) (2 baterie)
- Jednostki dywizyjne
  - 3, 4 szw. 5 p. uł. k.k. Landwehry (mjr hr. Meraviglia)
  - 6 komp. II baonu sap. (por. Richling)
  - II baon 89 pp. (ppłk Mueller)
  - 14 komp. 95 pp.

## Skład i obsada personalna 1 maja 1915
- 49 Brygada Piechoty (49. IBrig.): GM Edl. von Severus
- 50 Brygada Piechoty (50. IBrig.): GM Ritt. von Bolberitz
- 25 Brygada Artylerii Polowej (25. FABrig.): GM von Jemrich